# Liste der Landschaftsschutzgebiete in Hamburg
Die Liste der Landschaftsschutzgebiete in Hamburg enthält alle 38 Landschaftsschutzgebiete in Hamburg (Stand: 2022).
Anmerkung: Die Liste ist sortierbar: Durch Anklicken eines Spaltenkopfes wird die Liste nach dieser Spalte sortiert, zweimaliges Anklicken kehrt die Sortierung um. Durch das aufeinanderfolgende Anklicken zweier Spalten lässt sich jede gewünschte Kombination erzielen.

## Liste
| Name des Landschaftsschutzgebietes                                                                  | Lage | WDPA-ID   | Stadtteil(e)                                                                                             | Datum der Verordnung | Fläche (ha) | Bild                                                                                                |  |
| --------------------------------------------------------------------------------------------------- | ---- | --------- | --- | -------------------- | ----------- | --------------------------------------------------------------------------------------------------- |  |
| Allermöhe                                                                                           | ⊙    | 555690952 | Allermöhe                                                                                                | 23.03.1976           | 219         | |  |
| Altengamme                                                                                          | ⊙    | 555690949 | Altengamme                                                                                               | 19.04.1977           | 119         | |  |
| Altona-Südwest, Ottensen, Othmarschen, Klein Flottbek, Nienstedten, Dockenhuden, Blankenese, Rissen | ⊙    | 555690947 | Altona-Altstadt, Bahrenfeld, Blankenese, Iserbrook, Nienstedten, Othmarschen, Ottensen, Rissen, Sülldorf | 18.12.1962           | 1686        | Altona-Südwest, Ottensen, Othmarschen, Klein Flottbek, Nienstedten, Dockenhuden, Blankenese, Rissen |  |
| Bahrenfeld                                                                                          | ⊙    | 555690953 | Bahrenfeld                                                                                               | 13.04.1971           | 218         | |  |
| Bergedorf/Lohbrügge                                                                                 | ⊙    | 555690950 | Bergedorf, Lohbrügge                                                                                     | 08.03.2005           | 89          | Bergedorf/Lohbrügge                                                                                 |  |
| Boberg                                                                                              | ⊙    | 555690954 | Billwerder, Lohbrügge                                                                                    | 08.03.2005           | 301         | |  |
| Boberg, weitere                                                                                     | ⊙    | 555690948 | Lohbrügge                                                                                                | 04.01.1972           | 24          | |  |
| Curslack                                                                                            | ⊙    | 555690951 | Curslack                                                                                                 | 19.04.1977           | 49          | |  |
| Duvenstedt, Bergstedt, Lemsahl-Mellingstedt, Volksdorf und Rahlstedt                                | ⊙    | 320483    | Bergstedt, Duvenstedt, Lemsahl-Mellingstedt, Rahlstedt, Volksdorf                                        | 19.12.1950           | 2146        | Duvenstedt, Bergstedt, Lemsahl-Mellingstedt, Volksdorf und Rahlstedt                                |  |
| Farmsen                                                                                             | ⊙    | 320743    | Farmsen-Berne                                                                                            | 02.12.1980           | 79          | |  |
| Fischbek, Neugraben                                                                                 | ⊙    | 320813    | Neugraben-Fischbek                                                                                       | 12.03.1948           | 54          | |  |
| Groß Flottbek                                                                                       | ⊙    | 321177    | Bahrenfeld, Groß Flottbek, Othmarschen                                                                   | 13.04.1971           | 105         | |  |
| Hamburger Elbe                                                                                      | ⊙    | 555638502 | Wilhelmsburg, Spadenland, Ochsenwerder, Kirchwerder, Neuengamme, Altengamme                              | 08.08.2017           | 543         | |  |
| Hummelsbütteler Feldmark/Alstertal                                                                  | ⊙    | 378489    | Hummelsbüttel, Poppenbüttel, Wellingsbüttel                                                              | 08.03.2005           | 673         | LSG Hummelsbütteler Feldmark/Alstertal                                                              |  |
| Kirchwerder                                                                                         | ⊙    | 322149    | Kirchwerder                                                                                              | 19.04.1977           | 485         | |  |
| Langenhorn, Fuhlsbüttel, Klein Borstel                                                              | ⊙    | 322509    | Fuhlsbüttel, Langenhorn, Ohlsdorf                                                                        | 31.05.1960           | 343         | |  |
| Marmstorfer Flottsandplatte                                                                         | ⊙    | 322905    | Langenbek, Marmstorf, Rönneburg, Sinstorf, Wilstorf                                                      | 24.09.1996           | 520         | LSG Marmstorfer Flottsandplatte in Sinstorf                                                         |  |
| Moorburg                                                                                            | ⊙    | 323033    | Moorburg                                                                                                 | 07.09.1956           | 613         | LSG Moorburg                                                                                        |  |
| Moorfleet                                                                                           | ⊙    | 323034    | Allermöhe, Moorfleet                                                                                     | 23.03.1976           | 25          | LSG Moorfleet                                                                                       |  |
| Neuengamme                                                                                          | ⊙    | 323184    | Kirchwerder, Neuengamme                                                                                  | 19.04.1977           | 611         | |  |
| Neugraben                                                                                           | ⊙    | 323196    | Hausbruch                                                                                                | 24.06.1953           | 223         | Schutzgebiet am Ehestorfer Heuweg                                                                   |  |
| Neuland                                                                                             | ⊙    | 323201    | Neuland                                                                                                  | 22.10.1957           | 556         | Feuchtwiesenlandschaft mit Wassergraben und Sperrwerk                                               |  |
| Ochsenwerder                                                                                        | ⊙    | 323434    | Ochsenwerder, Tatenberg                                                                                  | 19.04.1977           | 302         | LSG Ochsenwerder Hohendeicher See                                                                   |  |
| Ohmoor                                                                                              | ⊙    | 323484    | Niendorf                                                                                                 | 05.05.1987           | 75          | Weiden auf ehemaligen Moorflächen des Ohmoor bei Niendorf/Hamburg                                   |  |
| Öjendorf-Billstedter Geest                                                                          | ⊙    | 323488    | Billstedt                                                                                                | 14.09.1993           | 635         | LSG Öjendorf-Billstedter Geest                                                                      |  |
| Osdorf                                                                                              | ⊙    | 323550    | Iserbrook, Osdorf                                                                                        | 13.04.1971           | 186         | Balsam für die Seele                                                                                |  |
| Ost-Krauel                                                                                          | ⊙    | 323583    | Kirchwerder                                                                                              | 19.04.1977           | 151         | |  |
| Overhaken                                                                                           | ⊙    | 323604    | Ochsenwerder                                                                                             | 19.04.1977           | 107         | |  |
| Rapfenschutzgebiet Hamburger Stromelbe                                                              | ⊙    | 555518188 | Finkenwerder                                                                                             | 08.08.2017           | 340         | |  |
| Reitbrook                                                                                           | ⊙    | 323793    | Reitbrook                                                                                                | 19.04.1977           | 171         | |  |
| Schnelsen, Niendorf, Lokstedt, Eidelstedt und Stellingen                                            | ⊙    | 324230    | Eidelstedt, Lokstedt, Niendorf, Schnelsen, Stellingen                                                    | 26.11.1957           | 768         | |  |
| Spadenland                                                                                          | ⊙    | 324708    | Spadenland                                                                                               | 19.04.1977           | 36          | LSG Spadenland                                                                                      |  |
| Sülldorf                                                                                            | ⊙    | 324949    | Sülldorf                                                                                                 | 24.10.1972           | 434         | LSG Sülldorf                                                                                        |  |
| Tatenberg                                                                                           | ⊙    | 325104    | Tatenberg                                                                                                | 23.03.1976           | 92          | weitere Bilder                                                                                      |  |
| Vahrendorf Forst (Haake), Heimfeld, Eißendorf und Marmstorf                                         | ⊙    | 325379    | Eißendorf, Hausbruch, Heimfeld, Marmstorf                                                                | 06.09.1955           | 1155        | Eißendorfer Forst                                                                                   |  |
| Wandsbeker Geest                                                                                    | ⊙    | 378722    | Jenfeld, Marienthal, Sasel, Tonndorf, Wandsbek                                                           | 08.03.2005           | 379         | |  |
| Wilhelmsburger Elbinsel                                                                             | ⊙    | 555589350 | Wilhelmsburg                                                                                             | 28.01.2014           | 720         | LSG Wilhelmsburger Elbinsel                                                                         |  |
| Wohldorf/Ohlstedt                                                                                   | ⊙    | 378732    | Wohldorf-Ohlstedt                                                                                        | 08.03.2005           | 609         | |  |